# Prélude et fugue en fa dièse mineur (Clara Schumann)
Le Prélude et fugue en fa dièse mineur est un couple de prélude et fugue pour piano de la compositrice allemande Clara Schumann écrite en 1845.

## Contexte et création
C'est alors que Clara Schumann et Robert Schumann étudient ensemble Le Clavier bien tempéré de Jean-Sébastien Bach en 1845 qu'elle compose son Prélude et fugue en fa dièse mineur. Elle associe ainsi le prélude et la fugue, tout en étant fortement influencée par le modèle baroque, tant dans la tessiture que dans l'harmonie.